# Путак (посёлок)
Путак — упразднённый посёлок в Тындинском районе Амурской области России. Исключен из учётных данных в 1976 году.

## География
Посёлок располагался на реке Путак (приток реки Янкан) в месте пересечения её федеральной трассой A360 «Лена», на расстоянии примерно 10 километр (по прямой) к юго-западу от поселка Соловьёвск.

## История
Посёлок возник в 1871 году. По данным на 1916 год станок Путак состоял из 3 дворов (население составляло 8 человек) и входил в состав Джалиндинского района Амурского уезда Амурской области.
По данным 1926 года в зимовье Путак имелось 36 хозяйств и проживало 54 человека (41 мужчина и 13 женщин). В национальном составе населения преобладали русские. В административном отношении входил в состав Ларинского сельсовета Рухловского района Зейского округа Дальневосточного края.
Решением Амурского исполкома от 18 мая 1976 года № 208, посёлок Путак исключён из учётных данных как фактически не существующий.